# به ان‌اچ‌کی خوش آمدید
به ان‌اچ‌کی خوش آمدید (N・H・Kにようこそ! N.H.K. ni Yōkoso!) نام رمانی به زبان ژاپنی منتشر شده توسط کادوکاوا شوتن به سال ۲۰۰۲ میلادی است. نویسندۀ این کتاب تاتسوهیکو تاکیموتو و طراح آن یوشیتوشی آبه است. بر پایۀ این کتاب یک مجموعه مانگا نیز به نویسندگی تاکیموتو و طراحی کنجی اویوا دستمایۀ اقتباس قرار گرفته که بین دسامبر ۲۰۰۳ و مه ۲۰۰۷ در ماهنامۀ شونن ایس از انتشارات کادوکاوا شوتن منتشر شد. یک مجموعه تلویزیونی انیمه ۲۴ قسمتی نیز به‌وسیلهٔ استودیو گونزو تهیه گشته است، که از ژوئن تا دسامبر ۲۰۰۶ در شبکۀ چیبا تی‌وی پخش شد.
کتاب در مورد ماجراهای یک هیکی‌کوموری بیست و دو ساله است.